# Paavo Heininen
Paavo Johannes Heininen (Hèlsinki, 13 de gener de 1938 — Järvenpää, 18 de gener de 2022) fou un compositor finlandès.

## Carrera
Va estudiar a l'Acadèmia Sibelius de Hèlsinki, on va rebre classes de composició per part d'Aarre Merikanto, Einojuhani Rautavaara, Einar Englund i Joonas Kokkonen. Va continuar els estudis a Colònia amb Bernd Alois Zimmermann; a la Juilliard School de Nova York amb Vincent Persichetti i Eduard Steuermann; i de manera privada, a Polònia, amb Witold Lutosławski. També ha estudiat musicologia a la Universitat de Hèlsinki.
Heininen va ser un dels compositors contemporanis finlandesos més importants. Les seves obres es poden dividir aproximadament en dos períodes: dodecafònic (c. 1957-1975) i serialista (del 1976 en endavant). A causa de les reaccions hostils a les seves primeres obres, particularment a la Simfonia núm. 1, les seves obres fins a la dècada de 1980 es poden dividir aproximadament en dos grups: peces més personals i complexes i peces més apropiades, amables per al públic, com la Simfonia núm. 2 "Petite symphonie joyeuse".
Com a professor de composició a l'Acadèmia Sibelius, Heininen ha estat molt influent en l'educació de la propera generació de compositors finlandesos, i entre els seus alumnes es poden esmentar Magnus Lindberg, Kaija Saariaho, Jukka Tiensuu, Jouni Kaipainen i Veli-Matti Puumala.
A més de compondre obres originals, Heininen va reconstruir diverses peces que el seu professor de composició Aarre Merikanto va mutilar o destruir, inclòs el seu darrer Estudi simfònic (1928) i el Sextet de corda (1932) i va escriure el Concert per a violí Tuuminki (Una noció) com una "re-imaginació" del tercer concert de violí de Merikanto destruït completament. Al costat de la composició, Heininen també era conegut com a excel·lent pianista i va estrenar i enregistrar moltes de les seves pròpies obres de piano. També era conegut com a assagista i va escriure un gran nombre de retrats de compositors.

## Obres seleccionades

### Simfonies
- Simfonia núm. 1 op. 3 (1958/60)
- Simfonia núm. 2  Petite symphonie joyeuse  op. 9 (1962)
- Simfonia núm. 3 op. 20 (1969/77)
- Simfonia núm. 4 op. 27 (1971)
- Simfonia núm. 5 op. 80 (2001-2002)
- Simfonia núm. 6 op. 132 (2015)

### Concerts
- Concert per a piano núm. 1 op. 13 (1964)
- Concert per a piano núm. 2 op. 15 (1966)
- Deux chansons per a violoncel i orquestra (o piano) op. 31 (1976)
- Concert per a piano núm. 3 op. 46 (1981)
- Concert per a saxo op. 50 (1983)
- Concert per a violoncel op. 53 (1985)
- Tuuminki (Una noció) ("...del que podria haver estat el tercer concert de violí d'Aarre Merikanto") (1993)
- Concert per a violí op. 75 (1999)
- Concert per a piano núm. 4 op. 81 (2001/05)
- Concert per a flauta Autrefois (2008/10)
- Concert per a orgue Aiolos op. 131 (2012)

### Altres obres orquestrals
- Tripartita  op. 5 (1959)
- Concert per a orquestra de corda op. 6 (1959/63)
- Soggetto op. 10 (1963)
- Adagio op. 12 (1963/66)
- Arioso per a cordes op. 16 (1967)
- Dia op. 36 (1979)
- Tritopos op. 38 (1977)
- Attitude op. 44 (1980)
- ... tyttöjen kävely ruusulehdossa ... per a cordes op. 47 (1982)
- Dicta kamariyhtyeelle (conjunt de cambra) op. 49 (1983)
- KauToKei per a cordes op. 52 (1985)
- La ballarina ben equilibrada op. 66a – k (1994–2000) (11 obres diferents d'un mateix material per a orquestra de corda i cambra)

### Òperes
- Silkkirumpu (El timbal de seda) op. 45, llibret del compositor i Eeva-Liisa Manner (finlandès) i Andrew Bentley (anglès)
- Veitsi (El ganivet) op. 55, llibret del compositor i Veijo Meri (1989)

### Música de cambra
- Quartet de corda núm. 1  Kwartet smyczkowy  op. 32c (1974)
- Quartet de corda núm. 2  Anadyr.mpl  op. 64 (1992/94)
- Quartet de corda núm. 3  Quartet de corda d'Austin Flint  op. 101 (2006)
- Quintet per a flauta, saxo, piano, vibràfon i percussió. 7 (1961)
- Musique d'été per a flauta, clarinet, violí, violoncel, clavicèmbal, vibràfon i percussió. Op. 11 (1963/67)
- Sonata per a violí i piano op. 25 (1970)
- Jeu I per flauta i piano op. 42 (1980)
- Jeu II per a violí i piano op. 43 (1980)
- Short I per a clarinet i violoncel (o clarinet solista) op. 58 (1990)
- Utazawa no e (Short I) per a flauta i guitarra op. 61 (1991)
- Anadyr.img  per a quartet de saxo, op. 63 (1993)
- Quintet per corda op. 78 (2000)
- Täällä per a piano i flauta op. 86 (2003)
- Quincunx per a piano i flauta op. 88 (2002–03)
- Trio de piano op. 91 (2002/03)
- Viherre per a flauta, clarinet, violoncel i acordió. 96 (2005)
- Sonata per a oboè i piano op. 106 (2008–09)
- Sonata per a saxo i piano op. 108 (2008)
- Sonata per a dos pianos op. 109 (2008–10)
- Sonata per a clarinet i piano. 111 (2008/10)
- Sykerre per a quintet de vent op. 113 (2010)
- Vaskikaari per a quintet de metall op. 115 (2010)

### Per a instruments solistes

#### Piano
- Toccata op. 1 (1956)
- Sonatina 1957 op. 2 (1957)
- Libretto della primavera op. 28 (1971)
- Poesia squillante ed incandescente op. 32a (1974)
- Préludes-Études-Poèmes op. 32b (1974)
- Poésies-périphrases op. 32d (1975)
- Cinq moments de jour op. 51 (1984)
- Lamentation and Praise op. 68 (1995)
- Mazurki op. 79 (2001)

#### Orgue
- Oculus aquilae op. 18 (1968)
- Touché op. 57 (1989)
- KotiKouluKirkko I–II op. 83 (2001–02)

#### Altres
- Discantus I per a flauta contralt op. 14, 1965
- Discantus II per a clarinet, Op. 21, 1969
- Discantus III per a saxòfon, op. 33 (1976)
- Cantilena II per a violoncel, Op. 26, 1970
- Cantilena III per a violí, Op. 34 (1976)
- Touching per a guitarra op. 40 (1978)
- Beateth per a percussió, op. 48 (1982)

### Música vocal
- Cantico delle creature per a baríton i orquestra o piano o orgue, op. 17 (1968)
- The Autumns per a cor mixt, op. 22 (1970)
- Schatten der Erde per a mezzo-soprano i piano, op. 30 (1973)
- Reality per a soprano i deu instruments op. 41 (1978)
- Four Lullabies per a cor masculí op. 56a (1986)
- Poetiikka per a cor masculí op. 56b (1986–90)
- Tarinankulmia per a cor mitxt op. 67 (1994)
- Hyräilyjä per a veu i piano op. 69 (1998)
- Suomalainen laulukirja ("Cançoner finlandès") per a quatre veus i piano op. 82 (2006)
- Eläinten Te Deum ("Animal Te Deum") per a solistes, cor i orquestra
  - Kaukametsä op. 77
  - Musta kehtolaulu op. 92
  - Eläinten taivas op. 93